# Emil Reesen
Emil Edvard Johannes Reesen (født 30. maj 1887 i København, død 27. marts 1964 i Gentofte), var en dansk dirigent og komponist, der blev folkeligt kendt for den populære operette Farinelli (1942) med sange som Livets glæder (Herren som skabte alt på jord), Sangen har vinger og Den som har livets mildhed søgt. Han var et multitalent, der foldede sin store musikalitet ud i alle genrer fra de iørefaldende revysange, til stemningsskabende filmmusik, balletmusik på Det Kgl. Teater og ledelse af store klassiske symfoniorkestre.
Han var oprindelig uddannet pianist som elev af Siegfried Langgaard (elev af Franz Liszt), havde debut i 1911 og arbejdede de følgende år som restaurantmusiker, arrangør og kapelmester. I årene 1925-27 studerede han i Paris, hvor han stiftede bekendtskab med impressionismen og de følgende år 1927-36 var han dirigent for Radiosymfoniorkestret (sammen med Launy Grøndahl). Samarbejdet med Danmarks Radio ophørte, da den temperamentsfulde Reesen rasede over en række begrænsninger, som hans kontrakt gav ham. Han blev opsagt fra sin kapelmesterpost hvilket førte til demonstrationer fra hans mange venner og sympatisører ved hans sidste koncert i DR. Få år senere blev han på ny knyttet til Danmarks Radio som leder af radioens juniorensemble og som konsulent for musikafdelingen ligesom han ofte dirigerede Radiosymfoniorkestret som gæst.
De kommende år virkede han som freelancedirigent, dirigerede store orkestre som Wiener Symphoniker og indspillede plader med Berliner Philharmonikerne. Han dirigerede København Koncertforenings orkester, blev musikchef ved Palladium og fra 1950 kapelmester ved Det Kongelige Teater hvor han fortrinsvis dirigerede til balletter. Reesen havde en forbløffende musikalsk hukommelse og beherskelse, der satte ham i stand til løbende at levere veldrejede partiturer. Han var en særdeles dygtig instrumentator, og hans orkesterbehandling er meget farverig.
Reesen stiftede og var i en årrække formand for Dansk Kapelmesterforening ligesom han var formand for Fondet for udgivelse af dansk musik.
En række af hans orkesterværker er indspillet på CD af Aalborg Symfoniorkester, dir. Bo Holten (Dacapo CD 8.226031). Danmarks Radio producerede i 1961 operetten
Farinelli som fjernsynsforestilling med kendte sangere som Poul Bundgaard og Radiounderholdningsorkestret under ledelse af kapelmester Grethe Kolbe.
Emil Reesen var far til komponisten Morten Reesen og grandonkel til komponisten Frederik Magle (hans søsters barnebarn).

## Orkesterværker, opera og operette
- 1926 Rapsodien Himmerland
- 1928 Variationer over et tema af Schubert
- 1931 Gaucho, ballet
- 1933 Gudindernes Strid, ballet
- 1934 Zaporogerne, ballet
- 1941 Sikken voldsom trængsel og alarm - juleouverture
- 1941 Trianon. Suite i gammel stil
- 1941 Historien om en Moder, opera (Det kgl. Teater)
- 1942 Farinelli, operette (tekst: Mogens Dam)
- 1948 Gadeprinsessen, operette
- 1950 Video, fjernsynsballet

## Sange
- 1923 De gyldne aks (Scala Teatret)
- 1924 Lille Lise Let-på-Tå (Scalarevyen "Regnbuen")
- 1925 Adrienne med sin luftantenne (Scalarevyen)
- 1925 Roselille men uden mor (Scalarevyen)
- 1925 Vil du sænke dit øje (Scalarevyen)
- 1941 Et Flag er smukkest i Modvind (Poul Sørensen)
- 1944 To som elsker hinanden (Viggo Stuckenberg)
- 1948 Vuggevise (Mogens Kaarøe)

## Filmmusik
- 1936 Sol over Danmark
- 1937 Flådens blå matroser
- 1937 Plat eller krone
- 1940 En desertør
- 1940 Sommerglæder
- 1941 Niels Pind og hans dreng
- 1941 En forbryder
- 1942 Tordenskjold går i land
- 1943 Kriminalassistent Bloch
- 1943 Møllen
- 1944 Familien Gelinde
- 1944 Spurve under taget
- 1944 To som elsker hinanden
- 1946 Oktoberroser
- 1948 Hvor er far?
- 1949 Hørbehandling i Danmark i fortid og nutid
- 1950 Din fortid er glemt